# メリー・ジェーン
「メリー・ジェーン」（英語: Mary Jane）は、日本のドラマーであるつのだ☆ひろが、1971年に発表した楽曲である。

## 解説
当時、恋をしていた留学生のマーガレット・ハーレーに向けて書いた曲。しかし、マーガレットという名前は曲に組み込むのが難しく、彼女の友人のメリー・ジェーンの名前を拝借した。結局、マーガレットへの恋は実らないまま終わったという。
1971年に、つのだが所属したバンドであるストロベリー・パスのアルバム『大烏が地球にやってきた日』に収録された。この時のタイトルは「メリー・ジェーン・オン・マイ・マインド」であったが、直後に現タイトルに変更した上でシングルカットされ、田原総一朗監督の映画『あらかじめ失われた恋人たちよ』の主題歌に採用された。作詞のクリーストファー・リンは日本人で、ザ・フィンガーズのメンバー蓮見不二男のペンネームである。
1972年7月に同一音源から間など数小節に編集を加えたバージョンがつのだ名義でのシングルとして再発された。

## 記録
本楽曲は爆発的に売れたことはなく、発売から7年で50万枚を売り上げ日本フォノグラム （現:ユニバーサルミュージック） 主催「ゴールデン・ミューズ賞」を受賞した。
2005年現在で一説には累計売上は200万枚以上とも言われるが、レコード会社の改組や移籍後の再録音盤などがあったため所属のレコード会社でさえ把握できておらず正確には不明である。

## 収録曲

### 1971年盤
| 全作詞: Christpher Lyn。 |                                                          |                |             |      |
| #                        | タイトル                                                 | 作詞           | 作曲        | 時間 |
| 1.                       | 「メリー・ジェーン」(MARRY JANE ON MY MIND)              | Christpher Lyn | つのだ☆ひろ | 4:34 |
| 2.                       | 「マイ・ジプシー・ウーマン」(I GOTTA SEE MU GYPSY WOMAN) | Christpher Lyn | 成毛滋      | 4:55 |
| 合計時間:                | 合計時間:                                                | 合計時間:      | 9:29        |      |

### 1972年盤
| 全作詞: Christpher Lyn、全作曲: つのだ☆ひろ、全編曲: 成毛滋・葵まさひこ。 |                                             |                |             |      |
| #                                                                         | タイトル                                    | 作詞           | 作曲・編曲  | 時間 |
| 1.                                                                        | 「メリー・ジェーン」(MARRY JANE ON MY MIND) | Christpher Lyn | つのだ☆ひろ | 4:34 |
| 2.                                                                        | 「アイ・ラブ・ユー」(I LOVE YOU)            | Christpher Lyn | つのだ☆ひろ | 3:31 |
| 合計時間:                                                                 | 合計時間:                                   | 8:05           |             |      |

### 1981年盤
| 全作曲: つのだ☆ひろ。 |                                           |                |             |                              |      |
| #                     | タイトル                                  | 作詞           | 作曲・編曲  | 編曲                         | 時間 |
| 1.                    | 「メリー・ジェーン」(Mary Jane)           | Christpher Lyn | つのだ☆ひろ | 葵まさひこ・成毛滋・天野正道 | 4:30 |
| 2.                    | 「ミスアンダーストゥッド」(Misunderstood) | Linda Hennrick | つのだ☆ひろ | つのだ☆ひろ                  | 4:55 |
| 合計時間:             | 合計時間:                                 | 合計時間:      | 合計時間:   | 9:25                         |      |

## ザ・プラターズのシングル

### 収録曲
| 全作詞: Christpher Lyn、全作曲: つのだ☆ひろ。 |                                             |                |             |      |
| #                                             | タイトル                                    | 作詞           | 作曲・編曲  | 時間 |
| 1.                                            | 「メリー・ジェーン」(MARRY JANE ON MY MIND) | Christpher Lyn | つのだ☆ひろ | 4:34 |
| 2.                                            | 「アイ・ラブ・ユー」(I LOVE YOU)            | Christpher Lyn | つのだ☆ひろ | 3:31 |
| 合計時間:                                     | 合計時間:                                   | 8:05           |             |      |

## 研ナオコのシングル

### 解説
前作『迷子』から6ヶ月ぶりのシングルで、シングルと同時発売されたカバーアルバム『Ago あの頃へラブレター』のシングルカットである。

### 収録曲
| #         | タイトル      | 作詞           | 作曲         | 編曲      | 時間 |
| --------- | ------------- | -------------- | ------------ | --------- | ---- |
| 1.        | 「Mary Jane」 | Christpher Lyn | Hiro Tsunoda | 川村栄二  | 4:22 |
| 2.        | 「Half Moon」 | 森川ゆう       | 若草恵       | 若草恵    | 4:50 |
| 合計時間: | 合計時間:     | 合計時間:      | 合計時間:    | 合計時間: | 9:12 |

## カバー
- 尾崎紀世彦 (1974年 『尾崎紀世彦アルバムNo.8』作詞・作曲：つのだ☆ひろ/編曲：川口真 日本語歌詞) (1978年 シングル c/w五月のバラ)
- アン・ルイス（1974年 アルバム『ハネムーン・イン・ハワイ』）
- AKIRA（1977年 フィンガー5のメンバーAKIRAのソロシングル 訳詞：竜真知子/編曲：船山基紀 c/w恋のポニー・エキスプレス）
- BORO（1988年 アルバム『LOVE & TEARS-BORO BEST SELECTION』）
- サリナ・ジョーンズ（英語版）（1988年 アルバム『サリナ・ジョーンズのすべて』、つのだとのデュエット）
- 荻野目洋子（2005年 コンピレーションアルバム『COVER LOVER vol.2　〜BOSSA de DISCO〜』）
- 和田アキ子 feat. サム・ムーア（2008年 アルバム『わだ家』）
- ゴマアブラ（2011年 アルバム『炒める』）
- 島津亜矢（2013年 カバーアルバム『SINGER 2』）
- Outrage（2015年 アルバム『GENESIS I』）